# Peter Steele
Peter Thomas Ratajczyk, känd som Peter Steele, född den 4 januari 1962 i Brooklyn, New York, död 14 april 2010 i Scranton, Pennsylvania, var en amerikansk musiker, mest känd som en av medlemmarna i goth metalbandet Type O Negative. Han var också känd för sin kroppslängd på 203 centimeter. Han skapade även en hel del rubriker när han poserade i tidningen Playgirl 1995.

## Biografi
När Type O Negative gästade den kände radioprataren Howard Stern, hävdade Peter att hans idol var Kurt Cobain för att Kurt hade stake nog att skjuta sig själv, och Steele gjorde ingen hemlighet av att han ibland var väldigt deprimerad, något som albumtiteln på skivan från 2003, Life Is Killing Me, ytterligare bekräftade.
Han var även känd för sin mörka humor, vilket bland annat kan framgå i hans texter. Peter Steele provade kokain för första gången i 35-årsåldern, ett beslut han i flera intervjuer uttryckt stor ånger för. När hans mor gick bort 2003 kulminerade missbruket vilket ledde till att Steele hamnade på rehabilitering för drogmissbrukare och senare i fängelse för efter ha hamnat i slagsmål med sin exflickväns nya pojkvän. Fängelsestraffet på en månad avtjänades på det stora New York-fängelset Rikers Island. Albumet Dead Again handlar mycket om dessa upplevelser och är väldigt personligt.
Den 14 april 2010 avled Peter Steele av sepsis förorsakad av divertikulit (ursprungligen rapporterat som hjärtsvikt). Före sin död hade Peter Steele varit nykter en lång period. Han är begravd på Saint Charles Cemetery i Farmingdale i New York.